# Papúa Nueva Guinea en los Juegos Olímpicos de Sídney 2000
Papúa Nueva Guinea estuvo representada en los Juegos Olímpicos de Sídney 2000 por cinco deportistas, dos hombres y tres mujeres, que compitieron en tres deportes.
La portadora de la bandera en la ceremonia de apertura fue la nadadora Xenia Peni. El equipo olímpico papú no obtuvo ninguna medalla en estos Juegos.